# Pycnoporellaceae
Pycnoporellaceae is een botanische naam voor een familie van schimmels. Het typegeslacht is Pycnoporellus.

## Geslachten
De familie bestaat uit de volgende geslachten: Aurantiporellus, Pycnoporellus.